# Hydrophobe Interaktionschromatographie
Bei der Hydrophoben Interaktionschromatographie (HIC) handelt es sich um ein bioanalytisches Separationsverfahren von Proteinen, bei welchem diese ihre native Form – und somit auch ihre biologische Aktivität – beibehalten.

## Trennprinzip
Die Trennung beruht dabei auf Wechselwirkungen unpolarer Oberflächenregionen eines Proteins mit einer hydrophoben stationären Phase. Diese Wechselwirkungen entstehen dabei, wie bei der Salzpräzipation, erst durch eine erhöhte Salzkonzentration der Lösung. Eine erhöhte Salzkonzentration führt dabei zu einer Erhöhung der Oberflächenspannung, was zu einer teilweisen Entfernung der Hydrathülle und somit zu einem Freilegen hydrophober Bereiche des Proteins führt. Diese hydrophoben Oberflächenbereiche eines Analytmoleküls treten nun wiederum mit den hydrophoben Resten der stationären Phase in Wechselwirkung. Dabei ist zu beachten, dass mit steigender Hydrophobizität eines Proteins die zur Bindung an die stationäre Phase nötige Salzkonzentration geringer wird. Zur Elution der Proteine wird daher die Chromatographie mit einem sinkenden Konzentrationsgradienten durchgeführt. Dies ist wohl auch der wesentlichste Unterschied zur Umkehr-Phasen-Chromatographie.

## Stationäre Phase
Als stationäre Phase kommen bei der HIC in der Regel Polymere zum Einsatz, deren Oberfläche mit Phenyl- und Alkylresten modifiziert wurden. Selektivität und Kapazität der HIC hängen dabei von der Dichte und der Hydrophobizität der verwendeten Gruppen ab. Welche stationäre Phase man wofür verwendet muss jedoch in der Regel empirisch bestimmt werden, da zum Beispiel bei Phenylgruppen neben hydrophoben auch aromatische Effekte auftreten, und sich somit die Wechselwirkungen verändern können.

## Mobile Phase
Das bei der HIC am häufigsten verwendete Salz ist Ammoniumsulfat, wobei grundsätzlich die Auswahl des Salzes mit Hilfe der Hofmeister-Reihe erfolgt, welche Ionen hinsichtlich ihrer präzipitierenden Wirkung ordnet. Ionen (wie z. B.: Ammonium-Kationen), welche hydrophobe Wechselwirkungen initiieren, werden dabei als antichaotrop bzw. kosmotrop bezeichnet, solche die Wechselwirkungen unterbinden (wie z. B.: Thiocyanat Anionen), als chaotrop.

## Einfluss von Temperatur und pH-Wert
Mit sinkender Temperatur kommt es zu einer Schwächung der hydrophoben Wechselwirkung.
Über den Einfluss des pH-Werts lassen sich keine exakten, allgemein gültigen Aussagen formulieren, viel mehr muss dessen Influenzpotential für das jeweilige Experiment empirisch ermittelt werden. In der Regel wird aber eine HIC um pH 7 durchgeführt, da hier die meisten Proteine im ungeladenen Zustand vorliegen und somit die hydrophoben Wechselwirkungen am größten sind.